# Charlotte Schreiber

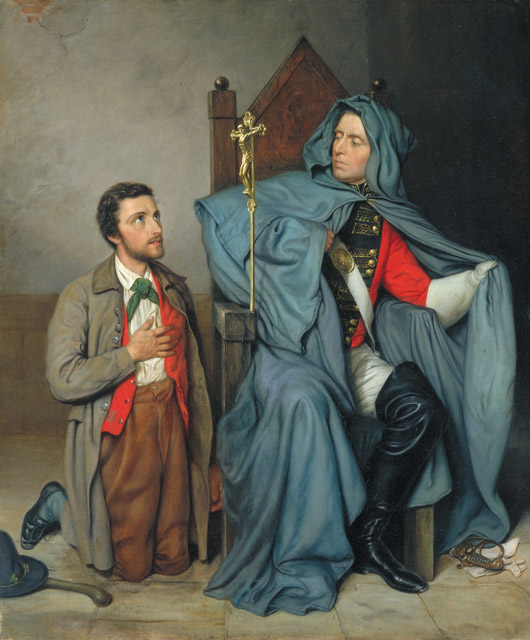
Charlotte Schreiber, The Croppy Boy (La confesión de un patriota irlandés) (1879). Óleo sobre lienzo. Galería Nacional de Canadá

Charlotte Mount Brock Schreiber (Woodham Mortimer, 21 de mayo de 1834-Paignton, 3 de julio de 1922) fue una pintora e ilustradora anglo-canadiense, una de las primeras pintoras notables de Canadá.

## Primeros años de vida
Schreiber, de soltera Morrell, nació en Essex, Inglaterra. Antes de casarse y emigrar a Canadá en 1875, estudió y cosechó éxitos en su carrera en su país natal. En la Escuela de Arte del Sr. Carey en Londres, se formó con John Rogers Herbert, y se especializó en pinturas y retratos históricos. También estudió anatomía y adquirió un gran conocimiento de la forma humana. Escribió en 1895: 
"La mano humana, la uña, el pie, cada parte del cuerpo vivo, las partes de una flor, son divinamente hermosas... es un placer pintarlos tal como son en la realidad".
Equipada con esta formación, Schreiber logró el éxito profesional al principio de su carrera, exponiendo en la Royal Academy a la edad de 21 años y recibiendo encargos para ilustrar varios libros. En 1875, se casó con su primo Weymouth Schreiber y se mudó a Canadá con él y sus tres hijos, estableciéndose en Toronto.

## Toronto
Schreiber se involucró rápidamente en la escena artística de Toronto. En 1876, un año después de emigrar, fue elegida miembro de la Sociedad de Artistas de Ontario y, al año siguiente, se convirtió en la primera mujer en enseñar en la Escuela de Arte de Ontario, la actual Universidad OCAD, donde también fue la única mujer en el consejo escolar. Además desempeñó un papel importante como fundadora de la Asociación de Arte de Mujeres de Canadá.
En 1880, Schreiber se convirtió en la primera mujer elegida para la Real Academia Canadiense de Artes, que hasta entonces había sido estricta y exclusivamente masculina. Sin embargo, a pesar de este gran logro, no se le permitió asistir a reuniones ni participar en la formulación de políticas, y siguió siendo la única mujer en la academia hasta 1933 (53 años después), cuando se eligió a la segunda mujer, Marion Long. La Galería Nacional de Canadá expone la pintura que presentó para su diploma de la Academia. Titulado The Croppy Boy (La confesión de un patriota irlandés), está basado en la balada irlandesa "The Croppy Boy", que fue popular durante la rebelión irlandesa de 1798. Cuenta la historia de un joven que se detiene en una iglesia para confesar sus pecados mientras se prepara para la batalla de Wexford. Su audiencia, sin embargo, no es un sacerdote católico, sino un soldado británico disfrazado que lo arresta y lo lleva a ejecutar. La pintura muestra al joven de rodillas, dirigiéndose con seriedad al soldado encapuchado, cuyo uniforme es visible para el espectador pero no para el penitente. Las dos figuras están unidas por el rojo de sus ropas, pero el soldado ocupa la parte sombreada del lienzo, con el joven en el lado más claro, lo que quizás sugiere las simpatías de Schreiber.

## Trabajo

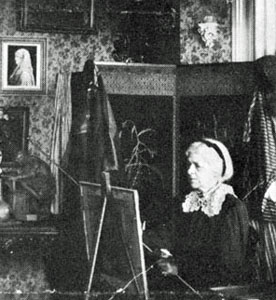
Charlotte trabajando en su estudio en Ontario

Las contribuciones de Schreiber al arte canadiense son inmensas. Pintó escenas de la vida cotidiana y basó sus pinturas en las cosas que veía y en las personas que conocía personalmente. Por ejemplo, su pintura de 1876 Don `t Be Afraid (anteriormente titulada Springfield on the Credit) se basa en una observación cercana de niños jugando en la nieve a orillas del río Credit. Debido a su insistencia y compromiso con el realismo, a Schreiber se le atribuye la introducción del estilo realista en Canadá. Además, su experiencia en Inglaterra le permitió trasladar los cambios estilísticos europeos en el arte a Canadá, lo que condujo directamente a la madurez artística del país. El trabajo de Schreiber personificó el movimiento realista a través de la influencia tanto del neoclasicismo como del romanticismo. Esto se puede ver en su Retrato de Edith Quinn, que muestra el naturalismo retratado en la literatura contemporánea mientras mantiene una descripción detallada y realista del tema.
Su arte estuvo influenciado por la literatura, incluidas sus primeras ilustraciones de poemas de Chaucer (The Legende of the Knight of the Red Crosse), Edmund Spenser (La Reina Hada, ilustrado en 1871) y Elizabeth Barrett Browning (The Rhyme of the Duchess May, 1874).

## Últimos años
Después de una larga y exitosa carrera en Canadá, Schreiber regresó a Inglaterra en 1898 después de la muerte de su esposo y murió en Paignton, South Devon, Inglaterra en 1922.

## Precios de venta récord
En la subasta de arte canadiense de Cowley Abbott (venta 2), del  1 de diciembre de 2022, el lote n.º 131, Edith Schreiber con su trineo, óleo sobre tabla, 12,25 x 9,25 pulgadas (31,1 x 23,5 cm), salió con precio de subasta: $10 000-$15 000, y alcanzó un precio de $138 000.